# Manuscrits anglais de l'Apocalypse
 (mai 2024).
La mise en forme du texte ne suit pas les recommandations de Wikipédia : il faut le « wikifier ».
Les points d'amélioration suivants sont les cas les plus fréquents. Le détail des points à revoir est peut-être précisé sur la page de discussion.
- Les titres sont pré-formatés par le logiciel. Ils ne sont ni en capitales, ni en gras.
- Le texte ne doit pas être écrit en capitales (les noms de famille non plus), ni en gras, ni en italique, ni en « petit »…
- Le gras n'est utilisé que pour surligner le titre de l'article dans l'introduction, une seule fois.
- L'italique est rarement utilisé : mots en langue étrangère, titres d'œuvres, noms de bateaux, etc.
- Les citations ne sont pas en italique mais en corps de texte normal. Elles sont entourées par des guillemets français : « et ».
- Les listes à puces sont à éviter, des paragraphes rédigés étant largement préférés. Les tableaux sont à réserver à la présentation de données structurées (résultats, etc.).
- Les appels de note de bas de page (petits chiffres en exposant, introduits par l'outil «  Source ») sont à placer entre la fin de phrase et le point final[comme ça].
- Les liens internes (vers d'autres articles de Wikipédia) sont à choisir avec parcimonie. Créez des liens vers des articles approfondissant le sujet. Les termes génériques sans rapport avec le sujet sont à éviter, ainsi que les répétitions de liens vers un même terme.
- Les liens externes sont à placer uniquement dans une section « Liens externes », à la fin de l'article. Ces liens sont à choisir avec parcimonie suivant les règles définies. Si un lien sert de source à l'article, son insertion dans le texte est à faire par les notes de bas de page.
- La présentation des références doit suivre les conventions bibliographiques. Il est recommandé d'utiliser les modèles {{Ouvrage}}, {{Chapitre}}, {{Article}}, {{Lien web}} et/ou {{Bibliographie}}. Le mode d'édition visuel peut mettre en forme automatiquement les références.
- Insérer une infobox (cadre d'informations à droite) n'est pas obligatoire pour parachever la mise en page.

Pour une aide détaillée, merci de consulter Aide:Wikification.
Si vous pensez que ces points ont été résolus, vous pouvez retirer ce bandeau et améliorer la mise en forme d'un autre article.
 (juin 2024).
 (Janvier 2013).
Les manuscrits illustrés de l'Apocalypse sont des manuscrits contenant le texte de l'Apocalypse ou un commentaire sur ce texte, ainsi que des illustrations. La plupart de ces Apocalypses ont été écrites entre 1250 et 1400. Les Apocalypses anglaises font partie d'un groupe plus large d'Apocalypses nommées les Apocalypses anglo-normandes.
Paul Meyer et Léopold Delisle, dans leur livre L'Apocalypse en français au XIII e siècle (Paris MS fr. 403), 2 vol. , Paris, 1901, ont été les premiers chercheurs à tenter de répertorier, décrire et catégoriser les manuscrits de l'Apocalypse.
M. James a également écrit au sujet des manuscrits illustrés de l'Apocalypse dans son livre The Apocalypse in Art, Londres, 1931.
Depuis les travaux de MR James, un certain nombre d'études plus récentes ont été menées par R. Freyhan, George Henderson, Peter Klein, Suzanne Lewis, Nigel Morgan et Lucy Sandler.
Ces manuscrits peuvent être classés en fonction de la langue et de la forme du texte de l'Apocalypse. De nombreux manuscrits sont écrits en latin, d'autres sont en prose anglo-normande et d'autres encore en vers français accompagnés de texte latin. Deux manuscrits n'ont pas de texte à part, mais incorporent des extraits textuels au sein des illustrations.
Les illustrations peuvent être classées en plusieurs groupes iconographiques.
Voici une liste non exhaustive des manuscrits anglais connus de l'Apocalypse, datant des XIIIe et XIVe siècles.
- Berlin, Kupferstichkabinet Blatt Inv. N° 1247
- Bruxelles, Bibliothèque Royale MS II.282 Apocalypse gulbenkienne
- Cambridge, Collège Corpus Christi MS 20 : origine inconnue (Angleterre ou Nord de la France) Corpus Christi MS 20
- Cambridge, Collège Corpus Christi MS 394 Corpus Christi MS 394
- Cambridge, Musée Fitzwilliam MS Add. 317
- Cambridge, Musée Fitzwilliam MS McClean 123 (Livre Nuneaton)
- Cambridge, Magdelene College MS F.4.5 (Apocalypse de Crowland)
- Cambridge, Magdelene College MS Pepys 1803 (Pepys Apocalypse) : origine inconnue (Angleterre ou Nord de la France)
- Cambridge, Trinity College MS B.10.2
- Cambridge, Trinity College MS B.10.6 : origine inconnue (Angleterre ou Nord de la France)
- Cambridge, Trinity College MS R.16.2 (Trinity Apocalypse) : origine inconnue (Angleterre ou Nord de la France) Trinity Apocalypse
- Cambridge, bibliothèque universitaire MS Gg 1.1
- Copenhague, Kongelige Bibliothek MS Thott 89.4
- Dublin, Trinity College MS 64 (Apocalypse de Dublin)
- Bibliothèque du Collège d'Eton MS 177 (Apocalypse d'Eton)
- Lisbonne, Musée Gulbenkian MS LA139 (Apocalypse Gulbenkienne)

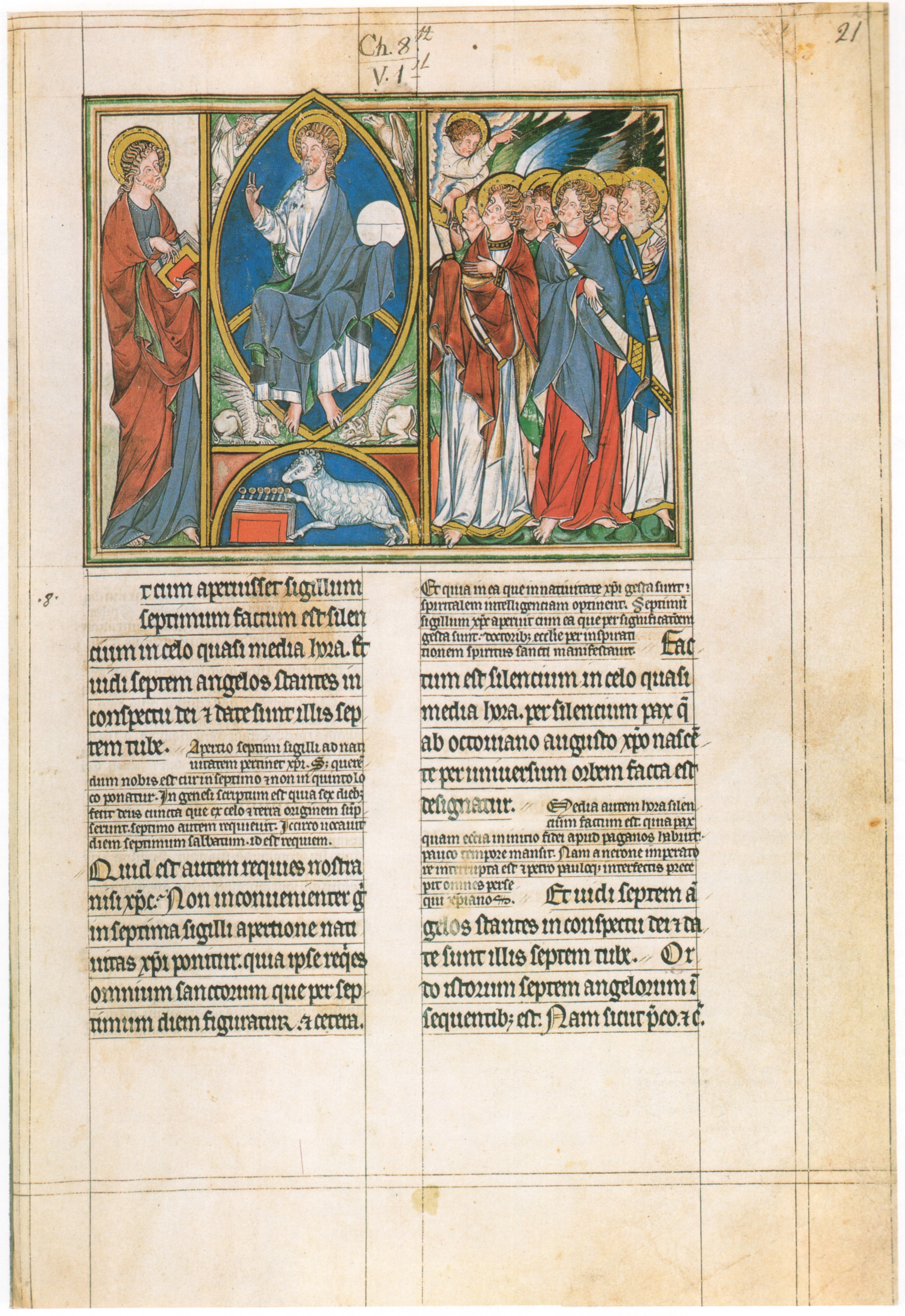
La Douce Apocalypse (21r) ; Oxford, Bibliothèque Bodléienne

- Londres, British Library Ajouter MS 18633 Ajouter MS 18633
- Londres, British Library Ajouter MS 35166 Ajouter MS 35166
- Londres, British Library Ajouter MS 38842 Ajouter MS 38842
- Londres, British Library Ajouter MS 42555 Abingdon Apocalypse

- Londres, British Library Royal MS 15 D II L'Apocalypse Welles
- Londres, British Library Royal MS 19 B XV Queen Mary Apocalypse
- Londres, British Library Royal MS 2 D XIII Royal MS 2 D XIII
- Londres, Bibliothèque du Palais de Lambeth MS 209 Lambeth Apocalypse
- Londres, bibliothèque du palais de Lambeth MS 434
- Londres, bibliothèque du palais de Lambeth MS 75
- Los Angeles, Musée J. Paul Getty MS Ludwig III.1 Getty (Dyson Perrins) Apocalypse
- Metz, Bibliothèque Municipale MS Salis 38 (n'existe plus) (Metz Apocalypse)
- Moscou, Bibliothèque d'État Lénine MS NH.1678
- New York, Bibliothèque Morgan 7 Musée MS M.524 (Morgan Apocalypse)
- New York, Bibliothèque publique MS Spencer 57 (Spencer Apocalypse)
- Norwich, Bibliothèque centrale MS 287 (Apocalypse de Norwich)
- Oxford, Bibliothèque Bodléienne MS Ashmole 753
- Oxford, Bibliothèque Bodléienne MS Auct D.4.14
- Oxford, Bibliothèque Bodléienne MS Auct D.4.17 (Apocalypse Bodléienne)
- Oxford, Bibliothèque Bodléienne MS Bodley 401
- Oxford, Bibliothèque Bodléienne MS Canonici Bibl.62 (Canonici Apocalypse)
- Oxford, Bibliothèque Bodléienne MS Douce 180 Douce Apocalypse
- Oxford, Bibliothèque Bodléienne MS Selden Supra 38 (Selden Apocalypse)
- Oxford, Bibliothèque Bodléienne MS Tanner 184 (Tanner Apocalypse)
- Oxford, Lincoln College MS lat.16
- Oxford, New College MS D.65 (Apocalypse du Nouveau Collège)
- Oxford, Collège universitaire MS 100
- Paris, Bibliothèque d'Arsenal MS 5214
- Paris, Bibliothèque Nationale de France MS fr.403 (Paris Apocalypse)
- Paris, Bibliothèque Nationale de France MS fr.9574
- Paris, Bibliothèque Nationale de France MS lat.10474
- Toulouse, Bibliothèque Municipale MS 815 Toulouse Apocalypse
- Yorkshire Apocalypse, collection privée (Yorkshire Apocalypse)